# Theodelap de Spoleto
Theodelap (sau Theudelapius) a fost duce longobard de Spoleto între anii 602 și 650.
Theodelap a fost fiul lui Faroald I, primul duce de Spoleto. După moartea lui Ariulf de Spoleto, Theodelap și fratele său au luptat pentru ocuparea tronului și, victorios fiind, Theodelap a fost încoronat ca duce. El a deținut ducatul vreme de aproape o jumătate de veac, până la moarte.
Cu toate acestea, domnia sa lipsită de evenimente notabile și se pare că Theodelap ar fi fost complet independent față de autoritatea centrală regală de la Pavia. El a fost succedat de către Atto.